# Cierva C.4
Die Cierva C.4 (ursprünglich Autogiro No.4) war ein experimenteller Tragschrauber des Konstrukteurs Juan de la Cierva, mit dem im Jahr 1920 die ersten erfolgreichen Flüge eines Tragschraubers durchgeführt wurden. Die nachfolgend gebaute C.5 unterschied sich nur geringfügig von der C.4.

## Geschichte

### Autogiro No.4 (Cierva C.4)
Als Folgerung aus den Misserfolgen mit den ersten drei Versuchs-Tragschraubern C.1, C.2 und C.3 befestigte Cierva die Rotorblätter nicht mehr starr an einem Mast. Er verwendete stattdessen ein horizontal angeordnetes Schlaggelenk, das eine Auf- und Abbewegung der Blätter erlaubte. Dreht das Blatt in Flugrichtung gesehen nach vorne, kann sich das Blatt durch den erhöhten Auftrieb anheben, wodurch sich seine effektive Spannweite und sein Anstellwinkel verringert. Das rücklaufende Blatt sollte durch die Zentrifugalkräfte wieder in seine normale horizontale Lage zurückkehren. Beschränkt wurde der Ausschlagwinkel durch Gummipuffer und Kabelverspannungen. Die Steuerung nach den Seiten sollte durch einen nach rechts und links kippbaren Rotorkopf erreicht werden. Die Steuerung um die Längs- und Querachse sowie die Richtungsstabilität sollte durch ein normales Höhenleitwerk und Ruder gewährleistet werden.
Für den Bau der C.5 verwendete Cierva den verkürzten Rumpf eines Sommer Monoplanes mit einem 80-PS-Le-Rhône-Umlaufmotors. Möglicherweise stammte dieser von der erfolglosen C.3. Erste Flugversuche blieben jedoch noch erfolglos und nach Bruch eines Schlaggelenks konnte ein Absturz nur knapp vermieden werden. Erst nach der Blockierung der Kippmöglichkeit des Rotorkopfs zeigte die Maschine erste Tendenzen abzuheben, gleichzeitig war aber weiterhin bei den Rollversuchen die auch bereits in allen vorhergehenden Versuchsmaschinen beobachtete seitliche Überschlagneigung festzustellen. Die endgültige Lösung bestand in einer leichten Versetzung des weiterhin nicht kippbaren Rotorkopfs zusammen mit der Verwendung von Querrudern, die beidseitig am Rumpf an Auslegerholmen angebracht wurden.
Mit der modifizierten C.4 gelang Gomez Spencer auf dem Flugfeld Getafe am 17. Januar 1923 der erste Flug eines Tragschraubers. Nach der Überführung der Maschine nach Cuatro Vientos flog Spencer dort am 31. Januar 1923 erstmals einen geschlossenen Kreis und erreichte eine Flugdauer von vier Minuten.

### Cierva C.5
Für die C.5 verwendete Cierva den Rumpf der früheren C.2, ausgerüstet mit einem 110-PS-Le-Rhône-Triebwerk und einem Dreiblattrotor mit Göttingen-430-Profil. Wie die C.4 erhielt die Maschine auch Schlaggelenke und Querruder an Auslegern für die Seitensteuerung. Obwohl die C.5 von Spencer anfangs erfolgreich erprobt werden konnte, stürzte sie im Juli 1923 ab, wobei Spencer ums Leben kam. Cierva selbst beurteilte sie als „kein gutes Flugzeug“. Absturzursache könnte der relativ schwere Rumpf gewesen sein, der wegen der hohen Torsionsbelastung durch das „differentielle Höhenleitwerk“ vorher verstärkt worden war.

### Auswirkung
Cierva erkannte nach dem Absturz der C.5, dass er nicht länger die Finanzierung der weiteren Entwicklung übernehmen konnte. Mittlerweile zeigte jedoch die spanische Luftwaffe, besonders in Person von Emilio Herrera Linares, der am Laboratorio Aerodinámico de Cuatro Vientos arbeitete und Cierva bereits vorher unterstützt hatte, Interesse an diesem neuartigen Luftfahrzeug. So konnten die ersten beiden Exemplare der Nachfolgekonstruktion Cierva C.6 in den Werkstätten der spanischen Luftwaffe in Cuatro Vientos gebaut werden.